# Qūchī-ye Nāmdār
Qūchī-ye Nāmdār (persiska: قو چمی نامدار, Qūchemī, Qūchmī-ye Nāmdār, قو چی نامدار) är en ort i Iran.   Den ligger i provinsen Kermanshah, i den västra delen av landet, 500 km väster om huvudstaden Teheran. Qūchī-ye Nāmdār ligger 1 310 meter över havet och antalet invånare är 384.
Terrängen runt Qūchī-ye Nāmdār är kuperad österut, men västerut är den platt. Runt Qūchī-ye Nāmdār är det ganska tätbefolkat, med 60 invånare per kvadratkilometer. Närmaste större samhälle är Ḩomeyl, 1,3 km söder om Qūchī-ye Nāmdār. Trakten runt Qūchī-ye Nāmdār består till största delen av jordbruksmark.